# Sender Raeren-Petergensfeld
Der Sender Raeren-Petergensfeld liegt im Raerener Ortsteil Petergensfeld, Belgien nahe der deutschen Grenze bei Roetgen. Die Turmhöhe beträgt 90 m und die Standorthöhe 451 m. Derzeit wird der Sender für die DAB+- und UKW-Abstrahlung genutzt, ist aber auch für DVB-T vorgesehen.
Wegen der günstigen Lage und der Sendeleistung von 20 kW ist das Radioprogramm 100’5 Das Hitradio gut in der Euregio Maas-Rhein und darüber hinaus zu empfangen.

## Frequenzen und Programme

### Digitales Radio (DAB+)
Im Oktober 2022 wurde die Vergabe des DAB+ Kanal 8A (195,936 MHz), ein Bouquet mit deutschsprachigen Programmen gemeldet. Diese werden über den Sender Raeren-Petergensfeld mit 2 kW sowie seit Frühjahr 2024 über den Sender Amel / Medell-Köpp mit 4 kW verbreitet.
| Block         | Programme (Datendienste) | ERP (kW) | Antennen- diagramm rund (ND), gerichtet (D) | Polarisation horizontal (H)/ vertikal (V) | Gleichwellennetz (SFN)                                |
| ------------- | --- | -------- | ------------------------------------------- | ----------------------------------------- | ----------------------------------------------------- |
| Ostbelgien 8A | - BRF1 (96 kbps) - BRF2 (96 kbps) - Radio Contact – Ostbelgien NOW (72 kbps) - Radio 700 (72 kbps) - Radio Sunshine 97,5 FM (72 kbps) - 100’5 Das Hitradio (96 kbps) | 2        | ND                                          | V                                         | Sender Raeren-Petergensfeld Sender Amel / Medell-Köpp |

### Analoger Hörfunk (UKW)
| Frequenz (MHz) | Programm           | RDS PS   | RDS PI | Regionalisierung | ERP (kW) | Antennendiagramm rund (ND)/gerichtet (D) | Polarisation horizontal (H)/vertikal (V) |
| -------------- | ------------------ | -------- | ------ | ---------------- | -------- | ---------------------------------------- | ---------------------------------------- |
| 100,5          | 100’5 Das Hitradio | 100'5___ | 6369   | −                | 20       | D (300–40°)                              | V                                        |
| 105,9          | BRF2               | __BRF2__ | 6367   | −                | 0,1      | D (270–70°)                              | V                                        |

Zwischen Februar 2008 und dem 10. März 2014 sendete der Belgische Rundfunk sein Programm BRF2 auf der Frequenz 105,9 MHz mit 5 kW Leistung. Am 17. Dezember 2014 wurde die Frequenz mit einer reduzierten Leistung von 100 Watt reaktiviert.
Bis zur Einstellung des Programms Fantasy Dance FM am 26. Februar 2020 wurde über diesen Sender auf der Frequenz 96,7 MHz mit 1,5 kW gesendet.
Weiterhin befindet sich auf dem Mast das Amateurfunk-Relais ON0RBO. Die Ausgabefrequenz ist 438,725 MHz.